# Шолян-Бакарич, Мария
Мария Шолян-Бакарич (сербохорв. Марија Шољан-Бакарић / Marija Šoljan-Bakarić; 11 апреля 1913, Хвар — 22 декабря 1996, Загреб) — югославская политическая и общественная деятельница, участница Народно-освободительной войны Югославии. Супруга секретаря ЦК Коммунистической партии Хорватии Владимира Бакарича.

## Биография
Родилась 11 апреля 1913 года на острове Хвар в одноимённом городе. Училась в Загребском университете, окончила юридический факультет и занималась частным предпринимательством и адвокатской практикой. В рабочее движение вступила во время учёбы, руководила женским отделением в Союзе банковских, страховых, торговых и промышленных служащих Югославии. В 1940 году принята в Коммунистическую партию Югославии, деятель местного отделения Народной помощи, член комиссии по делам женщин при ЦК Коммунистической партии Хорватии.
С 1941 года Мария в рядах партизан Народно-освободительного движения. Во время войны занимала различные посты, с 1942 года редактор журнала «Жена у борби», с 1944 года начальница Отдела кадров Земельного антифашистского вече народного освобождения Хорватии. После войны занимала пост начальницы Отдела кадров при Президиуме Народной Республики Хорватии. С 1950 года член Республиканской конференции Социалистического союза трудового народа Хорватии. Председатель Конференции по общественной активности женщин Хорватии, редактор журнала «Жена».
Мария состояла в браке с Владимиром Бакаричем, ведущим политическим деятелем СФРЮ и СР Хорватии, в браке родила двух дочерей и сына. Скончалась 22 декабря 1996 года в Загребе, пережив мужа почти на 14 лет. Похоронена рядом с супругом на кладбище Мирогой. Награждена рядом орденов и медалей Югославии.